# ВЕС Амліден
ВЕС Амліден (швед. Åmliden Vindkraft AB) — наземна вітрова електростанція у Швеції. Знаходиться на півночі країни в лені Вестерботтен (ланскап Лапландія).
Майданчик станції розташована в лісистій місцевості на горі Амліден, на північ від однойменного селища. Тут встановили 29 турбін данської компанії Vestas типу V100/1800 з одиничною потужністю 1,8 МВт. Діаметр їх ротора становить 100 метрів, висота башти — 95 метрів.
Річне виробництво електроенергії очікується на рівні 154 млн кВт·год.
Видача продукції відбувається по ЛЕП 152 кВ до мережі Skellefteå Krafts.